# Little Nemo: Adventures In Slumberland
«Маленький Немо: Приключения в стране снов» в японской версии NEMO/ニモ (яп. ニモ Нимо), — полнометражный анимационный фильм японской студии Tokyo Movie Shinsha Создан при содействии американцев и основан на серии комиксов американского художника Уинзора МакКея «Little Nemo in Slumberland».

## Сюжет
Маленький мальчик по имени Немо видит кошмарный сон, в котором его по земле и по воде преследует огромный поезд. На утро отец зовет его смотреть прибытие в город цирка. Среди участников циркового шествия Немо видит тех, с кем ему суждено дальше встретиться.
На следующую ночь он просыпается от странного света. За Немо прилетел дирижабль, и ему предлагают отправиться в Страну Снов по приглашению Принцессы, которая, кстати, прислала в подарок печенье. Немо радостно отправляется в путь. По пути дирижабль попадает в шторм в море Кошмаров, которое отделяет мир Немо от Страны Снов.
В Стране Снов Немо встречает её короля, Морфея, который, возлагая на него большие надежды, передает Немо ключ от всех дверей, наказывая, что нельзя открывать только одну дверь — на которой нарисован тот же знак, что и на ключе. В сказочно красивом саду Немо встречает также принцессу Камиллу, которая научает его хорошим манерам и танцам.
Сбежав с занятий, Немо знакомится со смешным маленьким человечком по имени Флип, который предлагает отправиться посмотреть, что есть интересного вокруг. Вскоре они находят ту самую дверь, которую открывать было нельзя и, конечно же, открывают. Испугавшись жуткой темноты, бушующей за дверью, Немо и маленький человечек убегают, оставив дверь незапертой и из-за неё в Страну Снов пробирается пленённый за ней Повелитель Кошмаров.
Оказывается, Король решил назначить Немо своим преемником, обручив его со своей дочерью. Но на церемонии в зал врывается сбежавший Владыка Кошмаров и похищает Короля. Немо, его ручная белка Икар, Камилла, Флип и другие обитатели Страны Снов отправляются на помощь. В пути они встречают добрых гоблинов, которые мечтают выбраться из Страны Кошмаров и помогают героям. Немо и остальные путешествуют на его кровати по воде и по воздуху и наконец, добираются до обители злого Владыки Кошмаров. Когда почти все потеряно, гоблины помогают Немо произнести заклинание, и он с помощью королевского скипетра уничтожает Владыку кошмаров навсегда.
Добро победило, зло повержено. Наутро Немо узнает, что папа всё-таки отведёт его в цирк.

## Производство
На ранних стадиях производства над проектом работали Рей Брэдбери, Джордж Лукас, Брэд Бёрд, Крис Коламбус, а также фронтмены японской анимации, Исао Такахата и Хаяо Миядзаки, которые ушли из-за творческих разногласий.